# Stormbreaker (bog)
 For alternative betydninger, se Stormbreaker. (Se også artikler, som begynder med Stormbreaker)
Stormbreaker er en roman skrevet af den engelske forfatter Anthony Horowitz. Bogen er også blevet til en film.
Bogen handler om en dreng ved navn Alex Rider. Han tror, at han er en helt almindelig dreng, indtil han finder ud af sin onkels hemmeligheder.
| Bog | Spire Denne artikel om bøger og tidsskrifter er en spire som bør udbygges. Du er velkommen til at hjælpe Wikipedia ved at udvide den. |